# Maravenahalli, Gudibanda
Maravenahalli là một làng thuộc tehsil Gudibanda, huyện Kolar, bang Karnataka, Ấn Độ.